# Mencas
Mencas ist eine französische Gemeinde mit 73 Einwohnern (Stand 1. Januar 2022) im Département Pas-de-Calais in der Region Hauts-de-France (vor 2016: Nord-Pas-de-Calais). Sie gehört zum Arrondissement Montreuil und zum Kanton Fruges.
Nachbargemeinden von Mencas sind Audincthun im Nordwesten, Dennebrœucq im Norden, Reclinghem im Nordosten, Vincly im Osten, Radinghem im Südwesten sowie Matringhem im Südosten.

## Bevölkerungsentwicklung
| Jahr      | 1962 | 1968 | 1975 | 1982 | 1990 | 1999 | 2007 | 2014 |
| Einwohner | 97   | 98   | 90   | 92   | 90   | 81   | 89   | 75   |

## Sehenswürdigkeiten
- Kirche Notre-Dame-de-la-Visitation
- Kriegerdenkmal